# Вольтметр

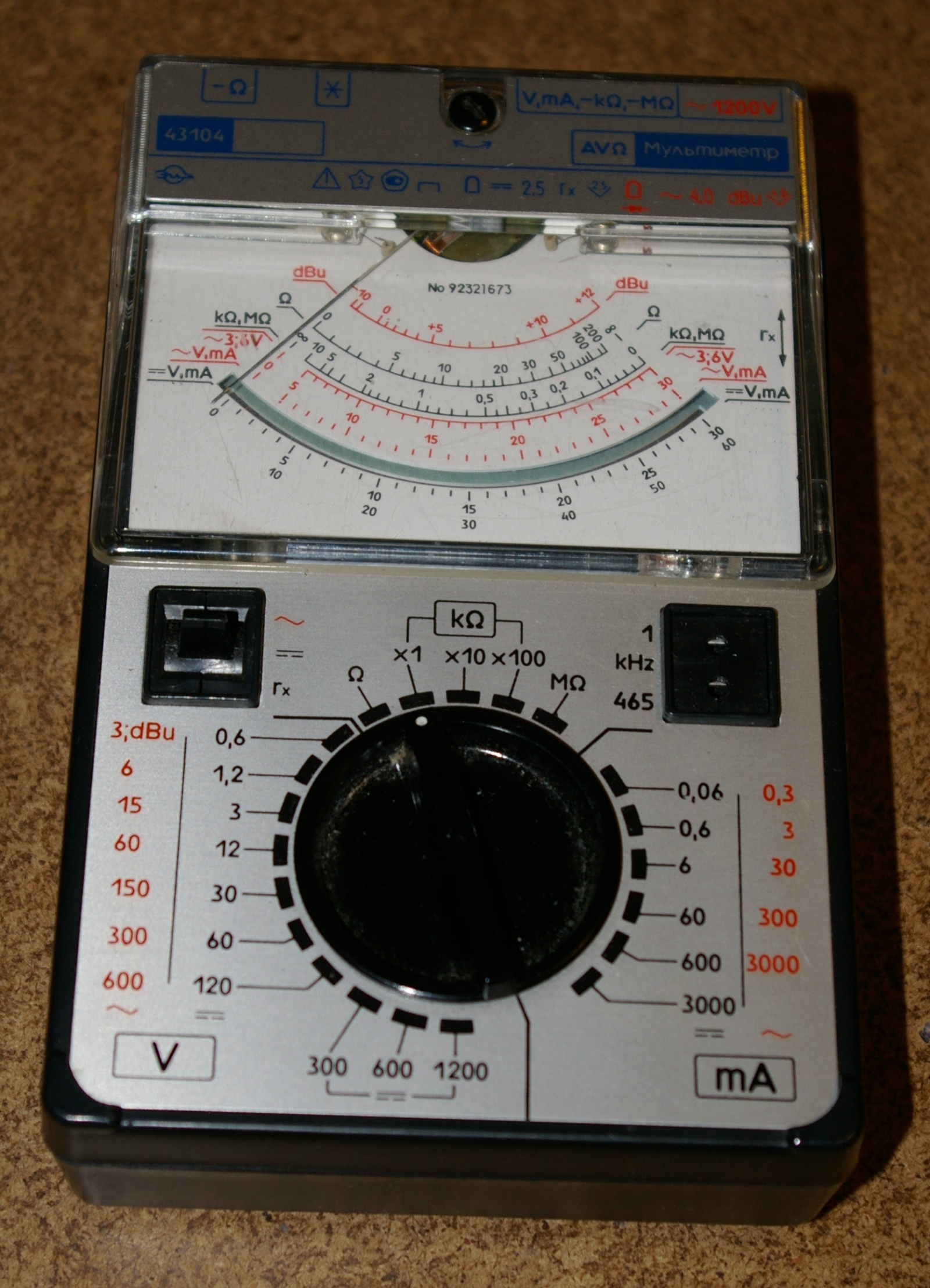
Аналоговий вольтметр. ВАТ «Електровимірювач», Житомир

Вольтме́тр (англ. voltmeter, нім. Voltmeter n) — прилад для вимірювання напруги між двома точками електричного кола.

## Загальна характеристика
Вольтметр вимірює власне силу струму, яка проходить через його опір, тож його можна охарактеризувати як амперметр із великим опором. Вольтметр підключається паралельно до ділянки кола, на якій потрібно виміряти напругу. Великий опір вольтметра забезпечує те, що прилад лише в незначній мірі впливає на проходження струму через коло.

## Класифікація

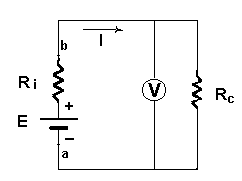

- За принципом дії вольтметри поділяються на:
  - електромеханічні — магнітоелектричні, електромагнітні, електродинамічні, електростатичні, випрямні, термоелектричні;
  - електронні — аналогові і цифрові
- За призначенням:
  - постійного струму;
  - змінного струму;
  - імпульсні;
  - фазочутливі;
  - селективні;
  - універсальні
- За конструкцією і способу застосування:
  - щитові;
  - переносні;
  - стаціонарні

## Розширення діапазону вимірювань
Розширення діапазону вимірювання вольтметра здійснюють за допомогою послідовного вмикання до нього додаткових резисторів або, при вимірюванні напруги змінного струму, за допомогою вимірювального трансформатора змінної напруги.